# 董埔线路所
董埔线路所是位于福建省泉州市南安市丰州镇铺头村的一个铁路线路所，邮政编码为362333，建于2010年。有漳泉肖铁路经过该线路所，并延伸联络线连接福厦铁路，隶属泉州铁路有限责任公司。因现不允许货运列车在福厦铁路上运行，故该站不办理客货运业务。现已被撤销。

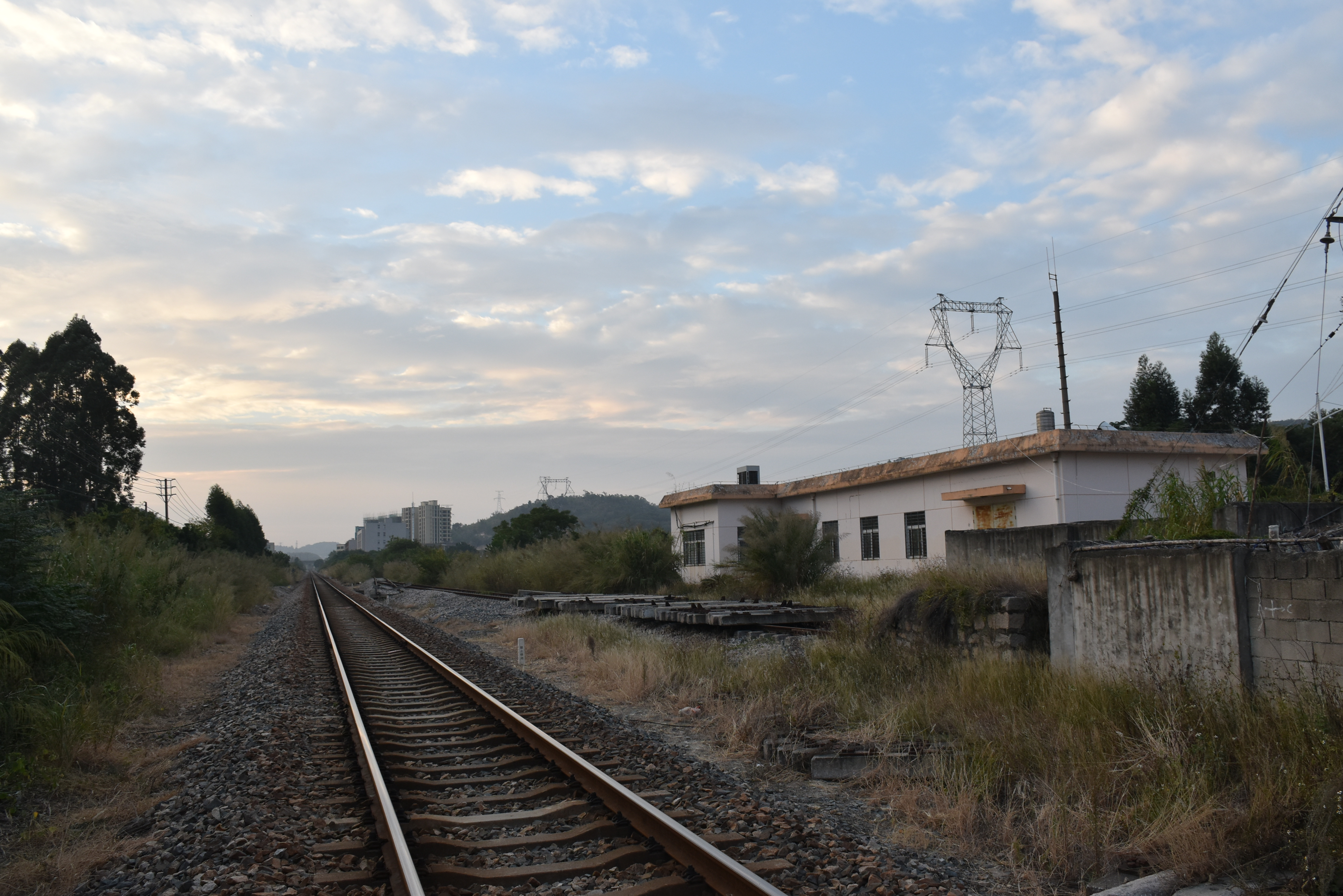
董埔线路所
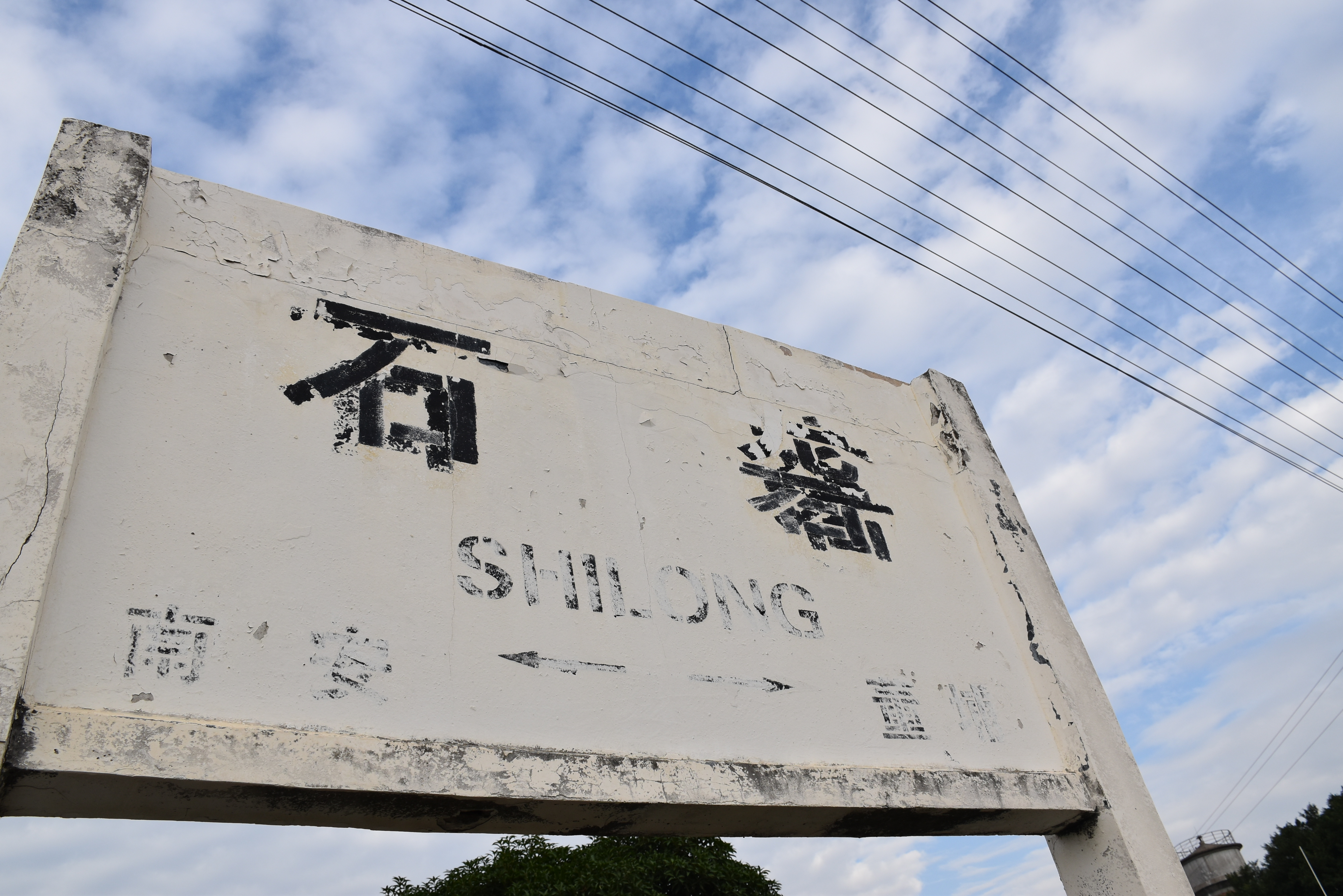
石砻站站牌上所写的下一站曾为董埔线路所，现写为泉州西站
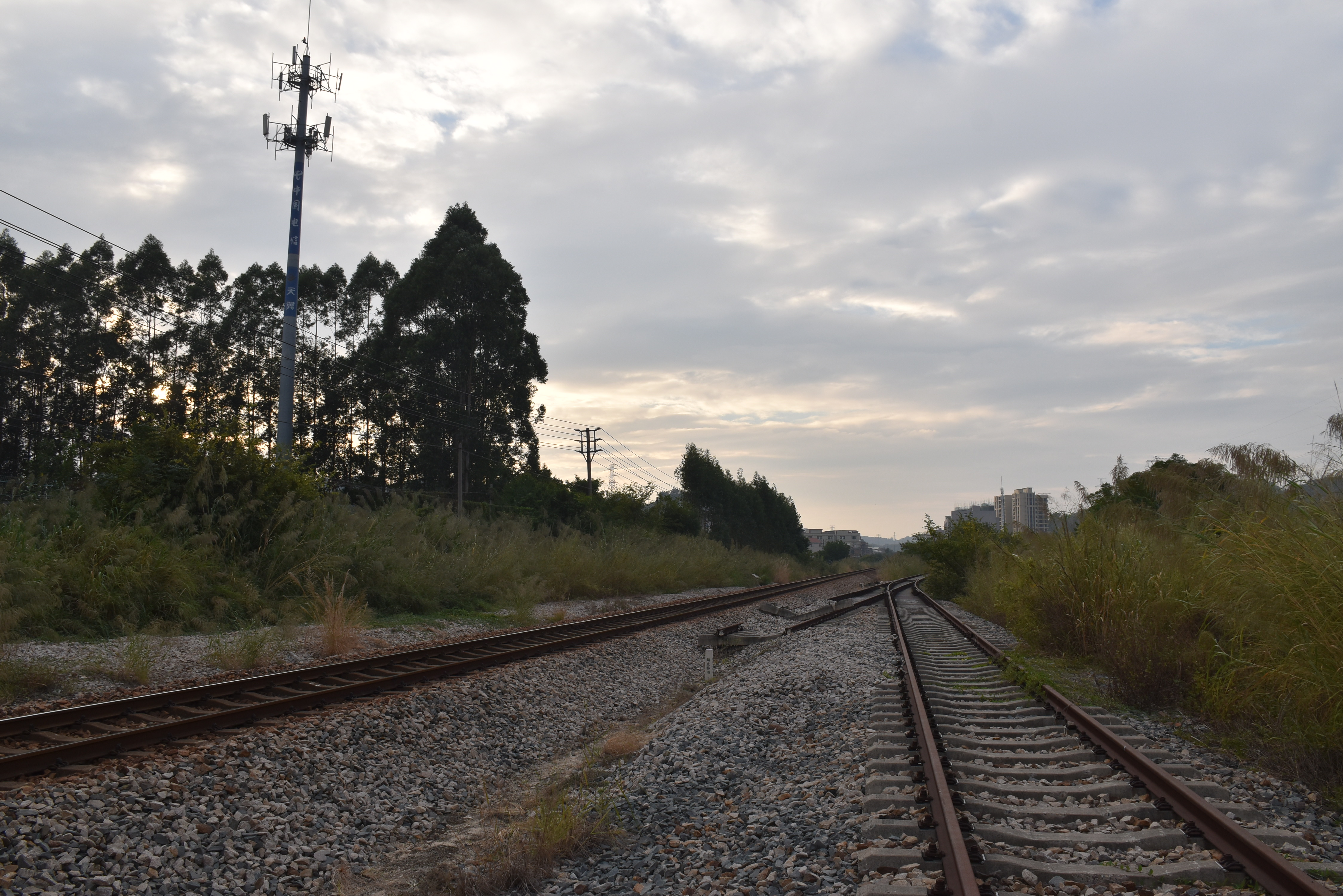
已废弃的漳泉肖铁路联络线与漳泉肖铁路正线